# Fernanda Montenegro

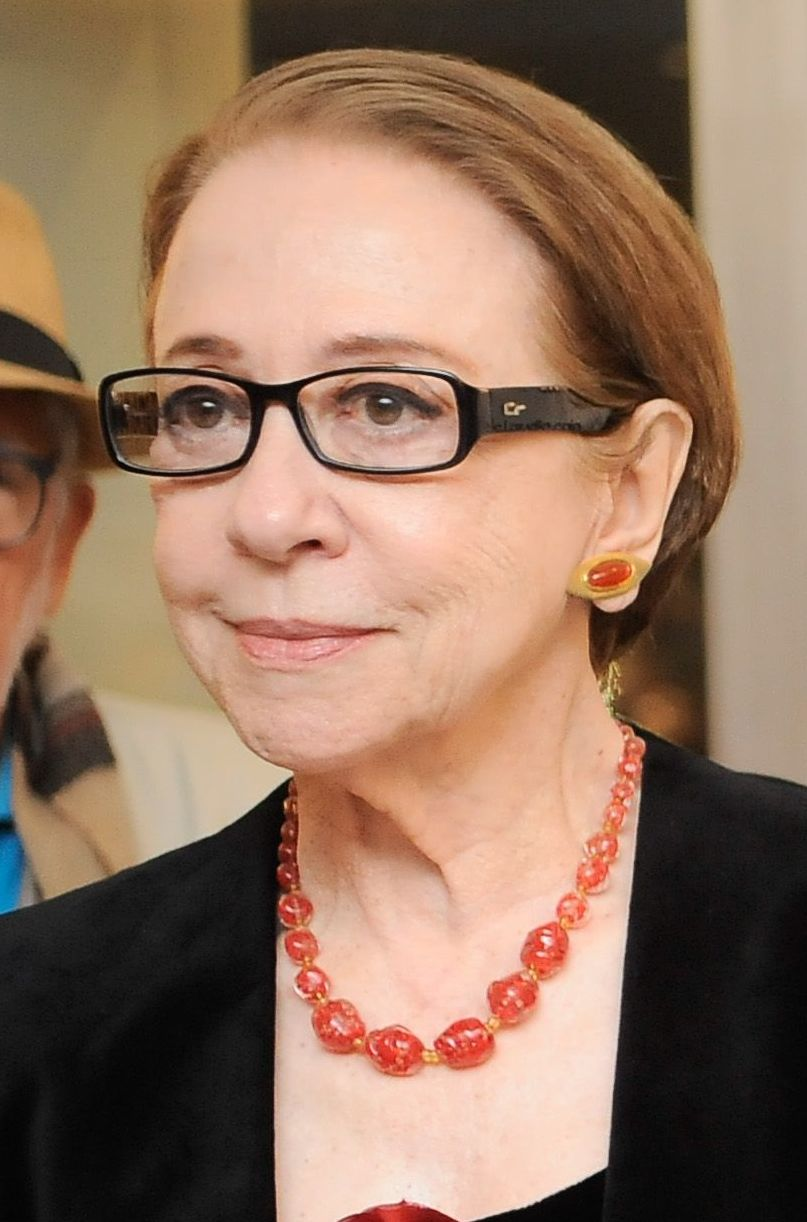
Fernanda Montenegro 2015

Fernanda Montenegro (anhörenⓘ, * 16. Oktober 1929 in Rio de Janeiro als Arlette Pinheiro Esteves da Silva) ist eine brasilianische Schauspielerin.
Montenegro gilt als die große Dame des brasilianischen Kinos und Fernsehens. Sie wurde weltweit durch den Film Central Station von Walter Salles bekannt, für den sie auf der Berlinale 1998 den Silbernen Bären erhielt. Der Film gewann gleichzeitig das Festival. 1999 erhielt sie für diesen Film eine Golden Globe-Nominierung als beste Hauptdarstellerin in einem Drama und wurde als erste brasilianische Schauspielerin für den Oscar nominiert. 2007 spielt sie in der US-amerikanischen Verfilmung des Romans Die Liebe in den Zeiten der Cholera.
Sie war von 1954 bis 2008 mit dem Schauspieler Fernando Torres verheiratet. Am 4. September 2008 starb Fernando Torres. Ihre gemeinsamen Kinder Fernanda Torres und Claudio Torres sind Schauspielerin respektive Regisseur.
Im März 2022 wurde die Schauspielerin auf den Stuhl Nr. 17 der Academia Brasileira de Letras (ABL) gewählt und wurde damit als neunte Frau und erste Schauspielerin in die Liste der Unsterblichen der ABL aufgenommen.

## Filmografie (Auswahl)
- 1965: Die Tote (A falecida)
- 1970: Em Família
- 1970: Todsünde (Pecado mortal)
- 1970: Minha Namorada
- 1971: A vida de Jesus Cristo
- 1976: Marília e Marina
- 1978: Tudo bem
- 1981: Ohne Schlips und Kragen (Eles nao usam black-tie)
- 1985: Sternstunde (A hora de estrela)
- 1986: Trancado por dentro
- 1988: Fogo e Paixão
- 1994: Veja esta canção
- 1997: O que é isso, Companheiro?
- 1998: Central Station (Central do Brasil)
- 1999: Gêmeas
- 2000: O Auto da Compadecida
- 2004: Im Haus gegenüber
- 2004: Olga
- 2004: Redentor
- 2005: The House of Sand (Casa de areia)
- 2007: Die Liebe in den Zeiten der Cholera
- 2009: Som & Fúria
- 2010: Passione
- 2012: As Brasileiras
- 2012: Sweet Mother
- 2013: Saramandaia
- 2019: Die Sehnsucht der Schwestern Gusmão (A Vida Invisível De Eurídice Gusmão)
- 2024: Für immer hier (Ainda estou aqui / I’m Still Here)

## Theater

Fernanda Montenegro, 1967

Montenegro hat mehr als 50 Jahre im Theater gearbeitet. Einige Theaterstücke Montenegros:
- 1954 – "O Canto da Cotovia" von Jean Anouilh – Regisseur Gianni Ratto
- 1955 – "Com a Pulga Atrás da Orelha" von Georges Feydeau – Regisseur Gianni Ratto
- 1955 – "A Moratória" von Jorge de Andrade – Regisseur Gianni Ratto
- 1956 – "Eurídice" von Jean Anouilh – Regisseur Gianni Ratto
- 1958 – "Vestir os Nus" von Luigi Pirandello – Regisseur Alberto D’Aversa
- 1959 – "O Mambembe" von Arthur Azevedo und José Piza – Regisseur Gianni Ratto
- 1960 – "A Profissão da Sra. Warren" von George Bernard Shaw – Regisseur Gianni Ratto
- 1960 – "Com a Pulga Atrás da Orelha" von Georges Feydeau – Regisseur Gianni Ratto
- 1961 – "O Beijo no Asfalto" von Nelson Rodrigues – Regisseur Fernando Torres
- 1963 – "Mary, Mary" von Jean Kerr – Regisseur Adolfo Celi
- 1966 – "O Homem do Princípio ao Fim" von Millôr Fernandes – Regisseur Fernando Torres
- 1967 – "A Volta ao Lar" von Harold Pinter – Regisseur Fernando Torres
- 1970 – "Oh! Que Belos Dias" von Samuel Beckett – Regisseur Ivan de Albuquerque
- 1971 – "Computa, Computador, Computa" von Millôr Fernandes – Regisseur Carlos Kroeber
- 1972 – "Seria Cômico... Se Não Fosse Trágico" von Friedrich Dürrenmatt – Regisseur Celso Nunes
- 1976 – "A Mais Sólida Mansão"
- 1977 – "É..." von Millôr Fernandes – Regisseur Paulo José
- 1982 – "As Lágrimas Amargas de Petra von Kant" von Rainer Werner Fassbinder – Regisseur Celso Nunes
- 1986 – Fedra von Racine – Regisseur Augusto Boal
- 1987 – "Dona Doida" von Adélia Prado – Regisseur Naum Alves de Souza
- 1993 – The Flash and Crash Days von Gerald Thomas – Regisseur Gerald Thomas
- 1995/96 – Dias Felizes von Samuel Beckett – Regisseur Jacqueline Laurence
- 1998 – "Da Gaivota" Adaptation von "A Gaivota" von Anton Tchekhov – Regisseur Daniela Thomas